# Herbert von Bismarck
Nikolaus Heinrich Ferdinand Herbert von Bismarck (Berlino, 28 dicembre 1849 – Friedrichsruh, 18 settembre 1904) è stato un politico tedesco, figlio primogenito del cancelliere Otto von Bismarck e di Johanna von Puttkamer.

## Biografia

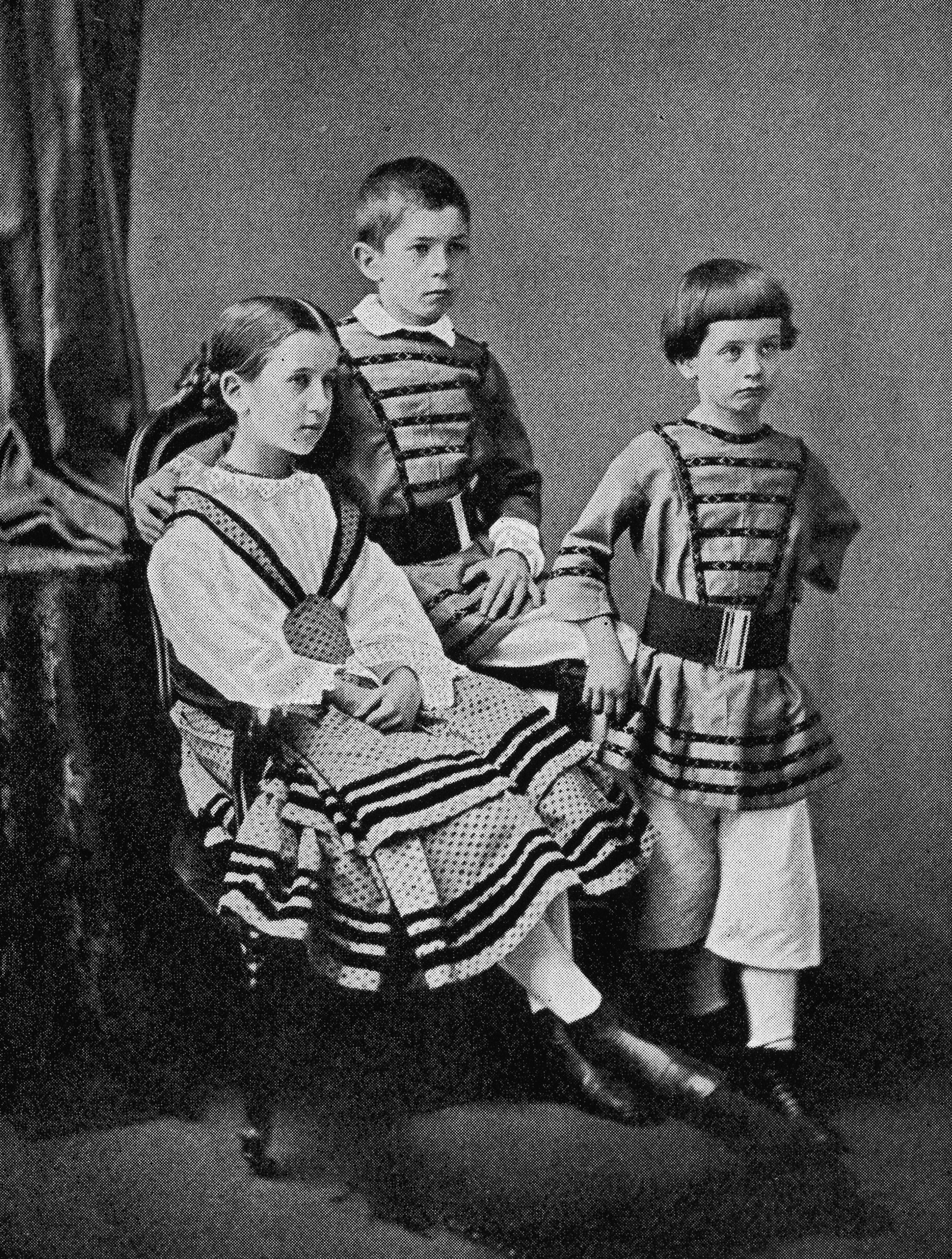
I figli di Otto von Bismarck verso il 1855: Marie, Herbert e Wilhelm

Nel 1874 entrò nel servizio degli Esteri; accanto all'attività in diverse legazioni svolse nei primi anni anche l'incarico di segretario privato del padre, le cui idee politiche sostenne poi per tutta la vita.
Nel 1881 fu nominato ambasciatore a Londra, nel 1884 a Pietroburgo e ancora nello stesso anno fu inviato all'Aia.
Nel 1886 Guglielmo I lo nominò segretario di Stato nel ministero degli Esteri e nel 1888 ministro di Stato prussiano. Si valse della sua grande conoscenza delle questioni diplomatiche e mise a prova le sue doti politiche in numerose missioni particolarmente a Londra fino al 1889. Tuttavia rimase sempre nell'ombra di suo padre, alla cui volontà egli si subordinò incondizionatamente.
Quando il 20 marzo 1890 il padre cancelliere si dimise, lo seguì, sebbene Guglielmo II desiderasse che egli mantenesse il suo incarico.
Morì a Friedichruh nel 1904 e l'anno successivo l'editore Penzler pubblicò a Berlino, postumi, i suoi discorsi politici, dal titolo Politische Reden.
Suo figlio Otto Christian Archibald von Bismarck fu un diplomatico e politologo.